# Montijo (Hiszpania)
Montijo – gmina w Hiszpanii, w prowincji Badajoz, w Estramadurze, o powierzchni 119,68 km². W 2011 roku gmina liczyła 16 205 mieszkańców.